# Glyphothecium gracile
Glyphothecium gracile är en bladmossart som beskrevs av Brotherus in Fleischer 1908. Glyphothecium gracile ingår i släktet Glyphothecium och familjen Ptychomniaceae. Inga underarter finns listade i Catalogue of Life.